# Хрнчјарске Залужани
Хрнчјарске Залужани (слч. Hrnčiarske Zalužany) насељено је мјесто са административним статусом сеоске општине (слч. obec) у округу Полтар, у Банскобистричком крају, Словачка Република.

## Становништво
| Година:    | 1994. | 2004.   | 2014.   | 2024.   |
| ---------- | ----- | ------- | ------- | ------- |
| Број људи: | 847   | 857     | 874     | 812     |
| Разлика:   |       | +1,18 % | +1,98 % | -7,09 % |

| Година:    | 2023. | 2024.   |
| ---------- | ----- | ------- |
| Број људи: | 834   | 812     |
| Разлика:   |       | -2,63 % |

Према подацима о броју становника из 2011. године насеље је имало 872 становника.